# Atlas des paysages de Corse
L'Atlas des paysages de Corse bénéficie du recensement selon une échelle paysagère, par ensembles paysagers qui regroupent chacun des unités  paysagères. L'objet de cet atlas consiste à décrire et qualifier tous les paysages rencontrés, qu’ils soient ruraux, urbains ou péri-urbains, naturels ou construits, banals ou exceptionnels. 
Ces limites déterminent un sentiment d'appartenance à chaque micro-région, et les relient à l'histoire et la singularité de ces espaces. Chaque ensemble est caractérisé par des grands traits géomorphologiques de la Corse. Cette cartographie paysagère simplifie la gestion et met en évidence chaque zone paysagère classées par type, espaces remarquables. Conformément à la Convention européenne du paysage, ce socle de connaissances argumentées permet de mener des politiques de paysage.

## Ensembles et unités paysagères connues et méconnues
Cette mise en valeur par cette classification permet de regrouper en 8 grands ensembles caractéristiques les 53 ensembles paysagers composés d'unités paysagères pour la région Corse. 
Les ensembles paysagers de Corse les plus connues et reconnues sont ses grands massifs alpins. Ces massifs de grandes envergures sont traversés par l'un des plus grands sentiers de grande randonnée d'Europe GR20. Cette traversée principalement estivale, exigeante et sportive permet d'en apprécier ses paysages d'altitudes. Il n'en reste pas moins les autres ensembles paysagers, moins connus mais tout aussi important ; massifs littoraux, vallées, piedmonts, versants abruptes, plaines et plateaux littoraux.
Ces ensembles et unités sont traversés aussi par des sentiers de pays plus accessibles et praticables presque toute l'année pour en apprécier ses paysages ; les sentiers de randonnée Mare a Mare, Mare è Monti, Sentier de la transhumance. Une mise en valeur de ces paysages et plus intimement liés à la culture et au patrimoine s'effectue via les sentiers d’interprétation pédagogiques et de découvertes, les sentiers du patrimoine I Chjassu di a Memoria ainsi que les sentiers du littoral. Les îles et îlots font aussi partie de ce recensement de territoires souvent sauvages, fragiles et préservés.

## [Ensemble#1] Massifs montagneux de Corse
| Ensembles paysagers                           | Unités paysagères |
| --------------------------------------------- | --- |
| Massif du Tenda [1.01]                        | - Monte Astu (1.01 A) - Monte Reghia (1.01 B) |
| Massif du Cintu [1.02]                        | - Crêtes du Cintu (1.02 A) - Crêtes de la Muvrella (1.02 B ) - Barrière de Paglia Orba (1.02 C) - Aiguilles de Popolasca (1.02 D)                                                                                 |
| Massif du Ritondu [1.03]                      | - Crêtes du Ritondu (1.03 A) - Cirque du Verghellu (1.03 B ) - Crêtes du Cardu (1.03 C) - Crêtes de l’Artica à Pinerole (1.03 D) - Gorges et vallée de la Restonica (1.03 E) - Haute vallée du Tavignanu (1.03 F) |
| Massif du San Pedrone & Pianu Maggiore [1.04] | - Crêtes du San Pedrone (1.04 A) - Crêtes du Caldane (1.04 B) - Crêtes du Pianu Maggiore (1.04 C) |
| Massif du Monte d’Oru [1.05]                  | - Vallée du Manganellu (1.05 A) - Crêtes du Monte d’Oru (1.05 B ) |
| Massif du Renosu [1.06]                       | - Crêtes du Renosu (1.06 A) - Piani d’Ese – I Pozzi (1.06 B ) - Crêtes de Prati - Usciolu (1.06 C) |
| Massif de Bavella - Cuscionu [1.07]           | - Plateau du Cuscionu (1.07 A) - Vallée d’Asinao (1.07 B ) - Vallée de la Luvana et Tova (1.07 C) - Massif de Bavella (1.07 D) - Massif de Cagna - l’Ospedale                                                     |
| Massif de Cagna et de l'Ospédale [1.08]       | - Massif de l’Uspidali (1.08 A) - Montagne de Cagna (1.08 B ) - Vallée du Cavu (1.08 C) - Crêtes de Roccapina (1.08 D)                                                                                            |

## [Ensemble#2] Massifs littoraux de Corse
| Ensembles paysagers                       | Unités paysagères |
| ----------------------------------------- | --- |
| Cap Corse [2.01]                          | - Pointe du Cap (2.01 A) - Vallées du Cap (2.01 B ) - Côte de Minerviu-Capense (2.01 C) - Vallée de Barretali (2.01 D) - Côte de Nonza (2.01 E) - Cirque de E Follicie-Stello (2.01 F) - Cirque de Branda-Lota (2.01 G) - Crête de Teghime (2.01 H) |
| Agriate [2.02]                            | - Côte de Saleccia-Fornali (2.02 A) - Côte de l’Aciolu-Malfalcu (2.02 B ) - Plateaux de Casta (2.02 C) - Massif intérieur de l’Agriate (2.02 D) |
| Massifs de Ravu & Calazzu [2.03]          | - U Salognu - Revinda (2.03 A) - Les Pointes de Cargese (2.03 B ) |
| Massif de la Punta & Sanguinaires [2.04]  | - Massif de la Punta (2.04 A) - Crêtes de Cacalo (2.04 B) |
| Massif de Campomoro & Senetosa [2.05]     | - Massif de Campomoro - Senetosa (2.05 A) |
| Massif de la Trinite & Petra Longa [2.06] | - Pointe de la Trinité - Corbu (2.06 A) - Massif di A Sarra (2.06 B ) - Massif d’Arapa et Petra Longa (2.06 C) |

## [Ensemble#3]Valléesde Corse
| Ensembles paysagers                                    | Unités paysagères |
| ------------------------------------------------------ | --- |
| Ostriconi [3.01]                                       | - U Canale (3.01 A) - Vallée de l’Ostriconi (3.01 B ) - Vallée de Palasca (3.01 C) - Vallée de Novella (3.01 D) |
| Giussani [3.02]                                        | - Vallée de Tartagine (3.02 A) - Hautes Vallées de Tartagine (3.02 B ) - A Culese (3.02 C) |
| Marsulinu [3.03]                                       | - U Marsolinu (3.03 A) |
| Fangu & Falasorma [3.04]                               | - Baie de Galeria (3.04 A) - Vallée du Fangu (3.04 B ) |
| Caccia [3.05]                                          | - Vallée d’Ascu (3.05 A) - Vallée de Lagani (3.05 B ) - Plaine d’Ascu (3.05 C) - Plaine de Tartagine (3.05 D) |
| Castagniccia intérieure [3.06]                         | - Cirque et vallons de Casaconi (3.06 A) - Vallée du Fium’Altu - Ampugnani (3.06 B ) - Cirque et vallée d’Orezza (3.06 C) - Cirque et vallée d’Alesani (3.06 D) - Haute vallée di A Casaluna – Valle Rustie (3.06 E) - Vallées di U Rustinu (3.06 F) |
| U Boziu [3.07]                                         | - Cirque du Haut Boziu (3.07 A) - Vallons di U Mercuriu (3.07 B ) |
| Haute vallée du Golu & Niolu [3.08]                    | - Paese di u Niolu (3.08 A) - Scala di Santa Regina (3.08 B ) - Forêt de Valdu Niellu (3.08 C) |
| U Curtinese [3.09]                                     | - Ville de Corte (3.09 A) - I Piani di U Curtinese (3.09 B ) - Vallons di U Curtinese (3.09 C) - Vallons du Feo (3.09 D) - Versants du Cardu (3.09 E)                                                                                                |
| U Vecchju [3.10]                                       | - Vallée du Vechju (3.10 A) - Fôret de Vizzavona (3.10 B ) |
| Vallées de la Bravona & de Cursigliese [3.11]          | - Haute vallée de la Bravona – A Serra (3.11 A) - Vallée de la Bravona (3.11 B ) - Vallée de Cursigliese (3.11 C) |
| Vallées du Tavignanu, de Tagnone & de Fium’Orbu [3.12] | - Vallée du Tavignanu (3.12 A) - Vallée de Tagnone (3.12 B ) - Vallée du Fium’Orbu (3.12 C) |
| Vallée du Golu [3.13]                                  | - Canale di Omessa – Castirla - Soveria (3.13 A) - Contreforts de Popolasca et Rundinaia (3.13 B ) - Cirque de Ponte a Leccia (3.13 C) - Costa Roda et lit du Golu (3.13 D)                                                                          |
| Sevi Ingrentu [3.14]                                   | - Vallée de la Lonca (3.14 A) - Vallée d’Aitone (3.14 B ) - Vallée de Tavulella (3.14 C) |
| Liamone [3.15]                                         | - Plaine du Liamone (3.15 A) - Haut Liamone (3.15 B ) - Cinarca - Liscia (3.15 C) - Vallée de Cruzinu (3.15 D) - Sorru in su (3.15 E) - Vallée de Sagone (3.15 F) - Haute vallée de Sagone (3.15 G)                                                  |
| Vallées de la Gravona & du Prunelli [3.16]             | - Vallée du Celavu (3.16 A) - Vallée de Mezzana (3.16 B ) - Cirque du Prunelli (3.16 C) - Gorges du Prunelli (3.16 D) - Coteaux du Prunelli (3.16 E)                                                                                                 |
| Vallée du Taravu [3.17]                                | - Vallons de Cupabia (3.17 A) - Coteaux et plaine du Taravu (3.17 B ) - Vallons d’Ornano (3.17 C) - Bassins d’Ornano - Panicali (3.17 D) - Versants de Cruscaghja - Istria (3.17 E) - Haute vallée du Talavu (3.17 F)                                |
| Alta Rocca [3.18]                                      | - Piémont de Tallà (3.18 A) - Piémont de Carbini (3.18 B ) - Piémont de l’Alta Rocca - Scopamena (3.18 C) |
| Vallées du Sartenais & Valinco [3.19]                  | - Cirque de Baracci et versants d’Olmeto (3.19 A) - Plaine du Valincu - Rizzanese (3.19 B ) - Plaines et piémonts du Sartenais (3.19 C) - Ville de Sartène (3.19 D) - Ville de Propriano (3.19 E) - Versants de Belvedere - Campomoro (3.19 F)       |
| Fium’Orbu [3.20]                                       | - Vallée de Poggio (3.20 A) - Vallée de l’Abatescu (3.20 B ) - Vallée du Travu (3.20 C) |
| Vallées littorales de Bavella [3.21]                   | - Vallée de la Solenzara (3.21 A) - Vallée de Favone (3.21 B ) - Vallée de Tarcu (3.21 C) |
| Vallée de l’Ortolu [3.22]                              | - Haute Vallée de l’Ortolu (3.22 A) - Vallée de l’Ortolu (3.22 B ) |

## [Ensemble#4]Versantsabruptes de Corse
| Ensembles                               | Unités paysagères |
| --------------------------------------- | --- |
| Côtes de Luzzipeu [4.01]                | - Pointe de la Revellata (4.01 A) - Côte de Nichiareto (4.01 B ) - L’Argentella (4.01 C) |
| Sevi Infora [4.02]                      | - Punte di Scandola (4.02 A) - Cirque de Girolata (4.02 B ) - U Sia (4.02 C) - Vallée de Porto (4.02 D) - Calanche de Piana (4.02 E)                                                           |
| Côtes de la Chiappa à Capicciola [4.03] | - Pointe de la Chiappa (4.03 A) - Versants di U Circhiu (4.03 B ) - Versants de Porto Novo – Santa Giulia (4.03 C) - Versants de Balistra - Rondinara (4.03 D) - Pointe de Capicciola (4.03 E) |

## [Ensemble#5]Plaineslittorales etcontrefortsde Corse
| Ensembles paysagers         | Unités paysagères |
| --------------------------- | --- |
| Nebbiu - Conca d’Oru [5.01] | - Plaine et versants du Nebbiu (5.01 A) - Strette de San Angelo (5.01 B ) - Coteaux de Patrimonio (5.01 C) - Vallée du Bevincu (5.01 D) |
| Bastia & Marana [5.02]      | - Ville De Bastia (5.02 A) - Versants de Bastia (5.02 B) - Versants de Marana (5.02 C) - Plaine de la Marana (5.02 D) - Etang de Biguglia (5.02 E) |
| Casinca [5.03]              | - Plaine de la Casinca (5.03 A) - Versants de la Casinca (5.03 B ) |
| Costa Verde [5.04]          | - Versants de Tavagna et piémonts de Morianinccu (5.04 A) - Plaine de Campuloru (5.04 B ) - Versants de Campuloru (5.04 C) |
| Plaines orientales [5.05]   | - Plaine de Bravona - Alesani (5.05 A) - Etang de Diana (5.05 B ) - Plaine d’Aleria (5.05 C) - Etang d’Urbinu (5.05 D) - Plaines du Fium’Orbu et de Tagnone (5.05 E) - Plaine de l’Abatescu - Travu (5.05 F) - Versants de Verde et d’Alesani (5.05 G) - Vallons d’Antisanti (5.05 H) |

## [Ensemble#6] Plaines littorales etpiedmontsde Corse
| Ensembles paysagers                          | Unités paysagères |
| -------------------------------------------- | --- |
| Plaines & piémonts de Balagne [6.01]         | - U Reginu (6.01 A) - Versants de l’Ile Rousse (6.01 B) - Ville de l’Île Rousse (6.01 C) - Cirque d’Aregno (6.01 D) - Plaine de Figarella (6.01 E) - Versant de Calvi (6.01 F) - Ville de Calvi (6.01 G) - Plaine de Fiume Seccu et versants de Lumio (6.01 H) - Cirque de Calenzana (6.01 I) - Cirque de Bonifatu (6.01 J) |
| Plaines & piémonts du golfe d’Ajaccio [6.02] | - Ville d’Ajaccio (6.02 A) - Plaines de Campo dell’Oro (6.02 B ) - Coteaux du Monte Gozzi (6.02 C) - Bassin de Lava (6.02 D) - Versants sud du golfe d’Ajaccio (6.02 E) - Pointes de Capu di Muru et Castagna (6.02 F) |
| Plaines & piémonts de Porto-Vecchio [6.03]   | - Cirque de Conca (6.03 A) - Plaine de Santa Lucia (6.03 B ) - Plaine de l’Osu (6.03 C) - Crêtes de Contra - Fumaja (6.03 D) - Plaine du Stabiacciu et de Saint Martin (6.03 E) - Ville de Porto Vecchio (6.03 F) |
| Plaines & piémonts de Figari [6.04]          | - Plaine de Figari (6.04 A) - Pointes de Monaccia - Pianotolli (6.04 B ) - Testa Ventilegne (6.04 C) |

## [Ensemble#7]Plateauxlittoraux de Corse
| Ensembles paysagers | Unités paysagères                                             |
| ------------------- | ------------------------------------------------------------- |
| U Piale [7.01]      | - Ville de Bonifacio (7.01 A) - Plateau de Bonifacio (7.01 B) |

## [Ensemble#8] Îles et îlots de Corse
| Ensembles paysagers                   | Unités paysagères |
| ------------------------------------- | --- |
| La Giraglia [8.01]                    | - Île de la Giraglia |
| Îles Sanguinaires [8.02]              | - Presqu’île rocheuse de la Parata - Mezza Mare (ou Grande Sanguinaire) - île des Cormorans (ou Isolotto) - île de Cala d'Alga - île de Porri |
| Archipel des Cerbicale [8.03]         | - Île de Forana - Île de Maestro Maria - Île de Piana - Île de Pietricaggiosa - Îlot du Toro - Îlot du Rocher de la Vacca                     |
| Archipel des Lavezzi - Cavallu [8.04] | - Iles Lavezzi (8.04A) - Ile de Cavallu (8.04B)                                                                                               |

## Outils de visualisation cartographique de l'atlas
Un visualiseur en ligne permet d'accéder aux données géomatiques et de mettre en évidence les ensembles et leurs unités de paysages sur le territoire de Corse. Ce visualiseur geOrchestra sviewer est basé sur le logiciel libre geOrchestra, Infrastructure de Données Spatiales libre, interopérable et modulaire. 